# Mario Andretti
Mario Gabriele Andretti (* 28. února 1940 Montona, Itálie) je bývalý italsko-americký pilot Formule 1, mistr světa z roku 1978. V roce 1984 získal také titul v sérii CART. V roce 2005 byl uveden do Automotive Hall of Fame.
Andretti se narodil v Montoně (nyní Motovun) na Istrijském poloostrově, který patřil v té době Italskému království, po válce připadl Jugoslávii a nyní patří Chorvatsku. Rodina byla nejprve v roce 1948 vysídlena do Itálie, v roce 1955 pak emigrovala do USA. Andretti získal občanství Spojených států v roce 1964.

## Kompletní výsledky
| Legenda k tabulce | Legenda k tabulce                                                                       |
| Barva             | Výsledek                                                                                |
| ----------------- | --------------------------------------------------------------------------------------- |
| Zlatá             | Vítěz                                                                                   |
| Stříbrná          | 2. místo                                                                                |
| Bronzová          | 3. místo                                                                                |
| Zelená            | Bodované umístění                                                                       |
| Modrá             | Nebodované umístění                                                                     |
| Modrá             | Dokončil neklasifikován (NC)                                                            |
| Fialová           | Odstoupil (Ret)                                                                         |
| Červená           | Nekvalifikoval se (DNQ)                                                                 |
| Červená           | Nepředkvalifikoval se (DNPQ)                                                            |
| Černá             | Diskvalifikován (DSQ)                                                                   |
| Bílá              | Nestartoval (DNS)                                                                       |
| Bílá              | Závod zrušen (C)                                                                        |
| Světle modrá      | Pouze trénoval (PO)                                                                     |
| Světle modrá      | Páteční testovací jezdec (TD)                                                           |
| Bez barvy         | Netrénoval (DNP)                                                                        |
| Bez barvy         | Vyřazen (EX)                                                                            |
| Bez barvy         | Nepřijel (DNA)                                                                          |
| Bez barvy         | Odvolal účast (WD)                                                                      |
| Bez barvy         | Nezúčastnil se (prázdné)                                                                |
| Označení          | Význam                                                                                  |
| Tučnost           | Pole position                                                                           |
| Kurzíva           | Nejrychlejší kolo                                                                       |
| †                 | Jezdec nedojel do cíle, ale byl klasifikován, protože odjel více než 90 % délky závodu. |
| ‡                 | Byl udělován poloviční počet bodů, protože bylo odjeto méně než 75 % délky závodu.      |
| Horní index       | Umístění bodujících jezdců ve sprintu                                                   |

### Formule 1
| Rok  | Tým        | 1       | 2       | 3       | 4       | 5       | 6       | 7       | 8       | 9       | 10      | 11      | 12      | 13      | 14      | 15      | 16      | 17      | Umístění  | Body |
| ---- | ---------- | ------- | ------- | ------- | ------- | ------- | ------- | ------- | ------- | ------- | ------- | ------- | ------- | ------- | ------- | ------- | ------- | ------- | --------- | ---- |
| 1968 | Lotus      | RSA     | ESP     | MON     | BEL     | NED     | FRA     | GBR     | GER     | ITA DNS | CAN     | USA Ret | MEX     |         |         |         |         |         | NA        | 0    |
| 1969 | Lotus      | RSA Ret | ESP     | MON     | NED     | FRA     | GBR     | GER Ret | ITA     | CAN     | USA Ret | MEX     |         |         |         |         |         |         | NA        | 0    |
| 1970 | March      | RSA Ret | ESP 3   | MON     | BEL     | NED     | FRA     | GBR Ret | GER Ret | AUT Ret | ITA     | CAN     | USA     | MEX     |         |         |         |         | 16. místo | 4    |
| 1971 | Ferrari    | RSA 1   | ESP Ret | MON DNQ | NED Ret | FRA     | GBR     | GER 4   | AUT     | ITA     | CAN 13  | USA DNS |         |         |         |         |         |         | 8. místo  | 12   |
| 1972 | Ferrari    | ARG Ret | RSA 4   | ESP Ret | MON     | BEL     | FRA     | GBR     | GER     | AUT     | ITA 7   | CAN     | USA 6   |         |         |         |         |         | 12. místo | 4    |
| 1974 | Parnelli   | ARG     | BRA     | RSA     | ESP     | BEL     | MON     | SWE     | NED     | FRA     | GBR     | GER     | AUT     | ITA     | CAN 7   | USA DSQ |         |         | NA        | 0    |
| 1975 | Parnelli   | ARG Ret | BRA 7   | RSA 17  | ESP Ret | MON Ret | BEL     | SWE 4   | NED     | FRA 5   | GBR 12  | GER 10  | AUT Ret | ITA Ret | USA Ret |         |         |         | 14. místo | 5    |
| 1976 | Parnelli   | BRA Ret | RSA 6   | USW Ret | ESP Ret | BEL Ret | MON     | SWE Ret | FRA 5   | GBR Ret | GER 12  | AUT 5   | NED 3   | ITA Ret | CAN 3   | USA Ret | JPN 1   |         | 6. místo  | 22   |
| 1977 | Lotus      | ARG 5   | BRA Ret | RSA Ret | USW 1   | ESP 1   | MON 5   | BEL Ret | SWE 6   | FRA 1   | GBR 14  | GER Ret | AUT Ret | NED Ret | ITA 1   | USA 2   | CAN 9   | JPN Ret | 3. místo  | 47   |
| 1978 | Lotus      | ARG 1   | BRA 4   | RSA 7   | USW 2   | MON 11  | BEL 1   | ESP 1   | SWE Ret | FRA 1   | GBR Ret | GER 1   | AUT ret | NED 1   | ITA 6   | USA Ret | CAN 10  |         | 1. místo  | 64   |
| 1979 | Lotus      | ARG 5   | BRA Ret | RSA 4   | USW 4   | ESP 3   | BEL Ret | MON Ret | FRA Ret | GBR Ret | GER Ret | AUT Ret | NED Ret | ITA 5   | CAN 10  | USA Ret |         |         | 12. místo | 14   |
| 1980 | Lotus      | ARG Ret | BRA Ret | RSA 12  | USW Ret | BEL Ret | MON 7   | FRA Ret | GBR Ret | GER 7   | AUT Ret | NED 8   | ITA Ret | CAN Ret | USA 6   |         |         |         | 20. místo | 1    |
| 1981 | Alfa Romeo | USW 4   | BRA Ret | ARG 8   | SMR Ret | BEL 10  | MON Ret | ESP 8   | FRA 8   | GBR Ret | GER 9   | AUT Ret | NED Ret | ITA Ret | CAN 7   | LVS Ret |         |         | 17. místo | 3    |
| 1982 | Williams   | RSA     | BRA     | USW Ret | SMR     | BEL     | MON     | USE     | CAN     | NED     | GBR     | FRA     | GER     | AUT     | SUI     | ITA 3   | LVS Ret |         | 19. místo | 4    |